# Arild Askestad
Arild Askestad (* 27. Juni 1987) ist ein norwegischer Biathlontrainer und ehemaliger Biathlet.
Arild Askestad nahm in Kontiolahti 2005 an seinen ersten Junioren-Weltmeisterschaften teil und wurde Neunter des Einzels, Achter im Sprint und gewann hinter  Bratli und Martin Eng die Bronzemedaille im Verfolgungsrennen. Mit beiden gewann er zudem den Titel im Staffelrennen. Noch erfolgreicher war Askestad 2006 in Presque Isle, wo er den Sprint und die Verfolgung gewann, im Staffelrennen aber als Viertplatzierter eine weitere Medaille verpasste und im Einzel nicht startete. In Martell gewann er mit Magnus Hals, Henrik L’Abée-Lund und Eng die Silbermedaille mit der Staffel, erreichte mit den Rängen 25 im Einzel, zehn im Sprint und 21 mit der Verfolgung weniger gute Ergebnisse als bei den vorherigen Junioren-Weltmeisterschaften. Zum vierten und letzten Mal nahm der Norweger 2008 in Ruhpolding an einer Junioren-WM teil. Im Einzel kam er auf den 46. Platz, wurde 29. im Sprint, und 12. des Verfolgungsrennen. Mit Magnus L’Abée-Lund, Dag Erik Kokkin und Anders Hennum gewann er im Staffelrennen erneut die Silbermedaille.
National gewann Askestad 2008 bei den Norwegischen Meisterschaften in Stryn mit Magnus L’Abée-Lund, Stian Eckhoff und Halvard Hanevold als Vertretung der Region Oslo og Akershus den Titel im Staffelrennen.
Nach der aktiven Karriere wurde Askestad Biathlontrainer. Ab der Saison 2014/15 betreut er das B-Nationalteam der Frauen Norwegens.